# Simon Goldhill

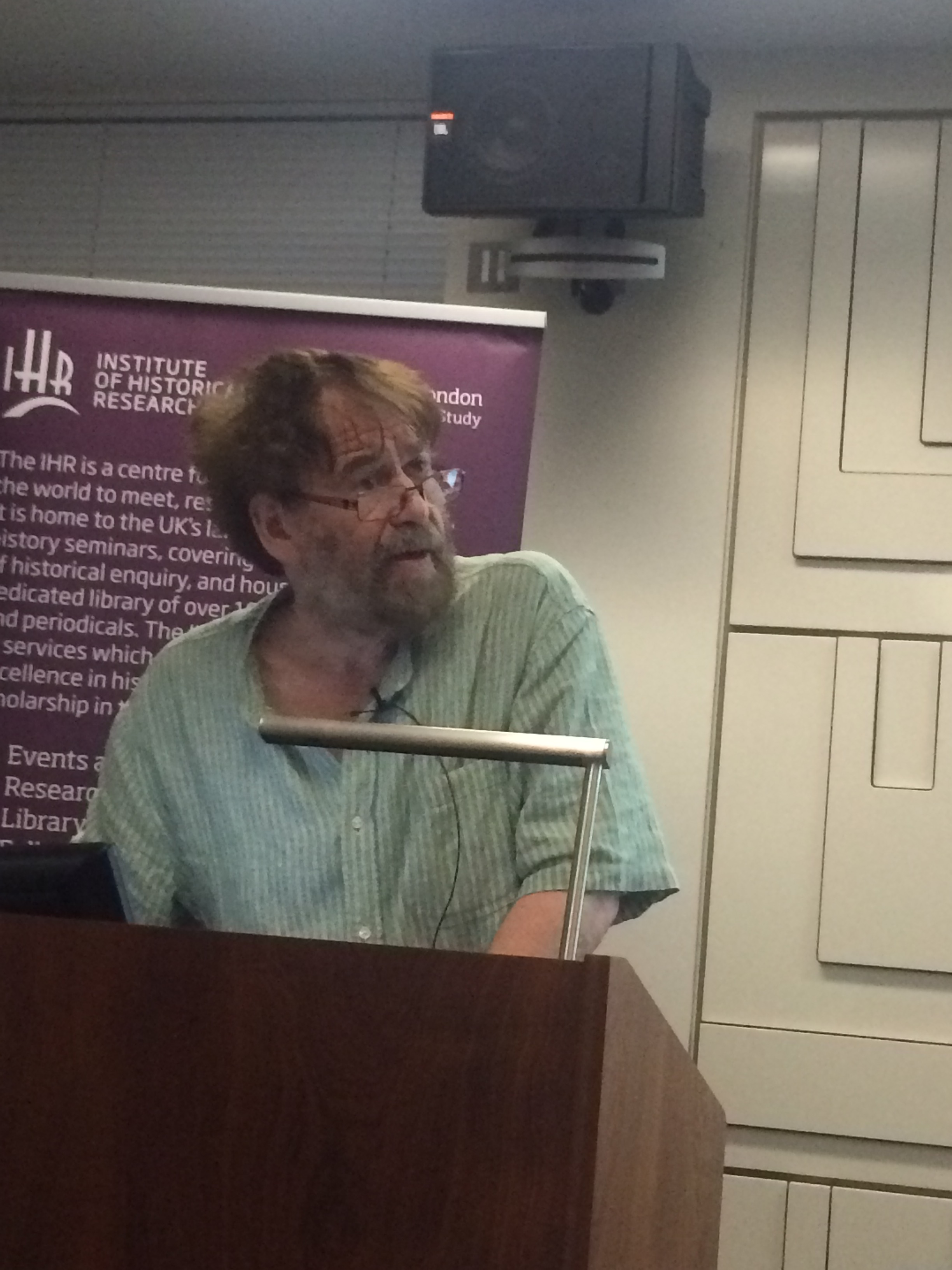
Simon Goldhill

Simon Goldhill (* 17. März 1957) ist ein englischer Gräzist und Professor für Griechische Literatur und Kultur an der University of Cambridge und Fellow des King’s College, Cambridge.

## Forschungsschwerpunkte
Goldhill wurde mit einer Dissertation promoviert, die im Jahr 1984 unter dem Titel Language Sexuality Narrative: the Oresteia erschien, eine Arbeit, die bereits deutliches Interesse an der Anwendung moderner Literatur- und Kulturtheorie, insbesondere des Denkens von Michel Foucault zeigt. Es folgten weitere innovative Arbeiten zur antiken griechischen Tragödie wie zu anderen Literaturgattungen (zum antiken griechischen Liebesroman, zur Prosa, deren Erfindung Goldhill den Griechen zuschreibt, zum Platonischen Dialog und insbesondere zum Verhältnis von Literatur und Gesellschaft im antiken Griechenland von der klassischen Zeit bis zur Zweiten Sophistik). In zwei neueren Büchern beschäftigt sich Goldhill mit der Stadt Jerusalem als dreamscape, als Projektionsfläche für die Träume der konfligierenden abrahamitischen Religionen. Der Rezeptionsgeschichte der antiken Literatur und Kultur widmet sich Goldhill in vielfältiger und engagierter Weise, zuletzt in dem Buch Love, Sex and Tragedy. How the Ancient World Shapes Our Lives.
2009 wurde Goldlhill zum Mitglied der American Academy of Arts and Sciences gewählt, 2016 zum Mitglied der British Academy. Für Sophocles and the language of tragedy erhielt er 2013 den Runciman Award.

## Werke (Auswahl)
Monographien
- Sophocles and the language of tragedy, Oxford University Press 2012.
- The End of Dialogue in Antiquity. Cambridge: Cambridge University Press 2009, ISBN 0-521-88774-7.
- Jerusalem: City of Longing. Harvard University Press 2008 ISBN 0-674-02866-X – Verlagsanzeige  – Google Bücher  – Buchbesprechung: Donald Macintyre, A tour guide, not a road map, in: The Independent, Friday 30 May 2008
- How to Stage Greek Tragedy Today. University of Chicago Press 2007, ISBN 978-0-226-30128-0 – Google Bücher
- The Temple of Jerusalem. Harvard University Press 2005, ISBN 0-674-01797-8 – Google Bücher  – Buchbesprechung:  Julia Pascal, The eternal city of warring dreams, in: The Independent, Thursday 2 September 2004
- Love, Sex and Tragedy. How the Ancient World Shapes Our Lives. University of Chicago Press 2004, ISBN 978-0-226-30117-4[2] – The Perfect Body: Auszug aus Love, Sex & Tragedy: How the Ancient World Shapes Our Lives. University of Chicago Press  – Buchbesprechung: Joan Smith, Why Nike is still kicking us. in: The Independent, Friday 21 May 2004
- The Invention of Prose (Greece & Rome: new surveys in the classics, 32). Cambridge: Cambridge University Press 2002, ISBN 0-19-852523-0 – Google Bücher
- Who Needs Greek? Contests in the cultural history of Hellenism. Cambridge: Cambridge University Press 2002, ISBN 0-521-01176-0 – Google Bücher
- Foucault's virginity: ancient erotic fiction and the history of sexuality (The Stanford memorial lectures). Cambridge: Cambridge University Press 1995, ISBN 0-521-47934-7 – Google Bücher
- Aeschylus: The Oresteia. Cambridge: Cambridge University Press 1992, 2. Aufl. 2004, ISBN 0-521-53981-1 – Google Bücher
- The poet's voice: essays on poetics and Greek literature. Cambridge: Cambridge University Press 1991, ISBN 0-521-39570-4 – Google Bücher
- Reading Greek Tragedy. Cambridge: Cambridge University Press 1986, ISBN 0-521-31579-4 – Google Bücher
- Language Sexuality Narrative: the Oresteia. Cambridge: Cambridge University Press 1984, Ndr. 2004, ISBN 0-521-60430-3 – Google Bücher

Herausgeberschaften
- (Hg., mit Robin Osborne): Rethinking revolutions through ancient Greece. Cambridge: Cambridge University Press 2006, ISBN 0-521-86212-4 – Google Bücher  Rez. v. Bernhard Smarczyk, in: Sehepunkte 8 (2008), Nr. 3
- (Hg.): Being Greek under Rome: cultural identity, the Second Sophistic, and the development of empire. Cambridge: Cambridge University Press 2001, ISBN 0-521-66317-2
- (Hg., mit Robin Osborne): Performance culture and Athenian democracy. Cambridge: Cambridge University Press 1999, ISBN 0-521-64247-7 – Google Bücher
- (Hg., mit Robin Osborne): Art and Text in Greek Culture. Cambridge: Cambridge University Press 1994.

Aufsätze und Beiträge
- Religion, Wissenschaftlichkeit und griechische Identität. in: Dorothee Elm von der Osten, Jörg Rüpke, Katharina Waldner (Hgg.): Texte als Medium und Reflexion von Religion im römischen Reich (Potsdamer altertumswissenschaftliche Beiträge, Bd. 14). Franz Steiner Verlag, 2006, 125–140, ISBN 3-515-08641-2 – Google Bücher

Rezensionen
- The Greeks and Greek Love, Rezension von: James Davidson, The Greeks and Greek Love: A Radical Reappraisal of Homosexuality in Ancient Greece. Weidenfeld and Nicholson, 2007, ISBN 978-0-297-81997-4, in: Times Higher Education, 10 January 2008 .
- Women at the Mercy of Men. Rezension von: Helen King, Hippocrates’ Women: Reading the Female Body in Ancient Greece, Routledge, 1998, in: London Review of Books Vol. 21 No. 5, 4 March 1999 .